# Parque natural de las Fuentes del Narcea, Degaña e Ibias
El parque natural de las Fuentes del Narcea, Degaña e Ibias (en asturiano: parque natural de les Fontes del Narcea, Degaña ya  Ibias) es un espacio natural protegido español situado en Asturias, que fue declarado parque natural en 2002. Se distribuye por el territorio de los concejos de Cangas del Narcea, Degaña e Ibias. Linda por el sur con el cordal cantábrico en Cangas del Narcea, y al este con el parque natural de Somiedo. el parque toma su nombre del río Narcea y del río Ibias, ocupando una superficie total de 47 589 ha. El parque natural abarca los cáuces altos de estos dos ríos, por un lado el Narcea y sus afluentes desde el Collado Alto hasta Rengos. Los afluentes incluidos del Narcea son los ríos Carabales, Xunqueira, Cibea, Naviegu y Gillón por la cuenda derecha y por la cuenca izquierda los ríos Cotu y Muniellos. El río Ibias, afluente del río Navia, la estaya de la sierra de Degaña y la de La Candanosa. En total pertenece un 75% a la cuenca del Narcea y el 25% a la del Ibias. Dentro del parque están situadas las sierras de Degaña, Rañadoiru, Obayu, Cazamosa, Caniellas, Soldepuestu y Xenestosu.
Además de parque natural esta reserva tiene las siguientes figuras de protección :
- Declardo parcialmente lugar de importancia Comunitaria de Fuentes del Narcea y del Ibias.
- Lugar de importancia Comunitaria de Munieḷḷos.
- Declarado parcialmente Zona de especial Protección para las Aves de Fuentes del Narcea, Degaña e Ibias.
- Zona de especial Protección para las Aves de la zona Munieḷḷos.
- Declarado Reserva de la Biosfera de Muniellos.
- Declarado Reserva de la Biosfera en 2003.
- Reserva Natural Parcial del Cueto de Arbás.

En su interior se encuentra la reserva de la biosfera del monte Muniellos que ocupa una extensión de 60 km cuadrados.
Esta zona se declaró parque natural por ley el 13 de diciembre de 2002 pero no fue hasta el 18 de agosto de 2005 cuando salió a información pública el Plan rector de uso y gestión (PRUG).

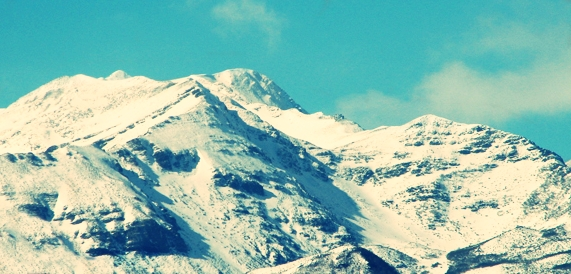
Alcornon de Busmori visto desde Cerredo

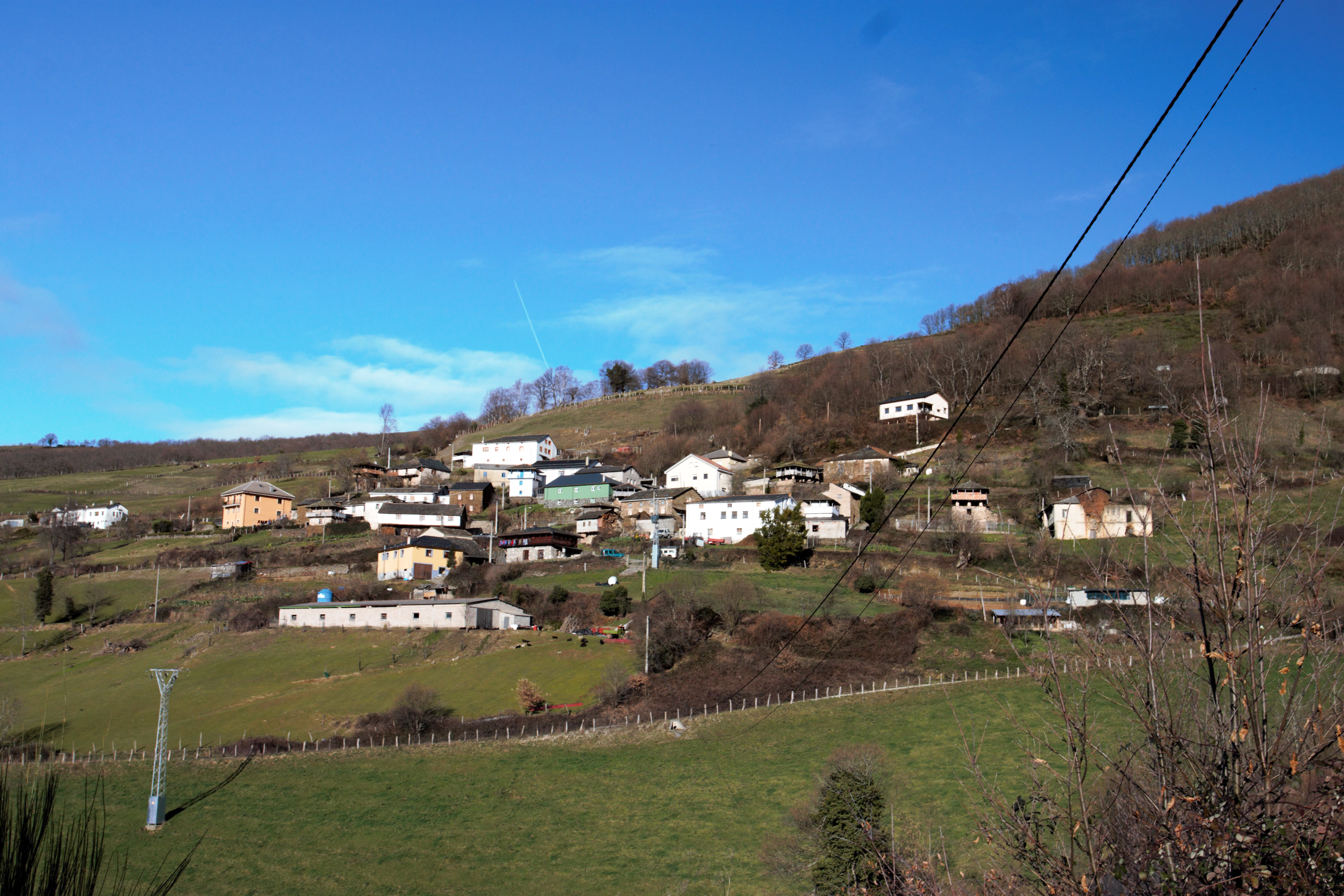
Pueblo de Gillón

## Cómo llegar

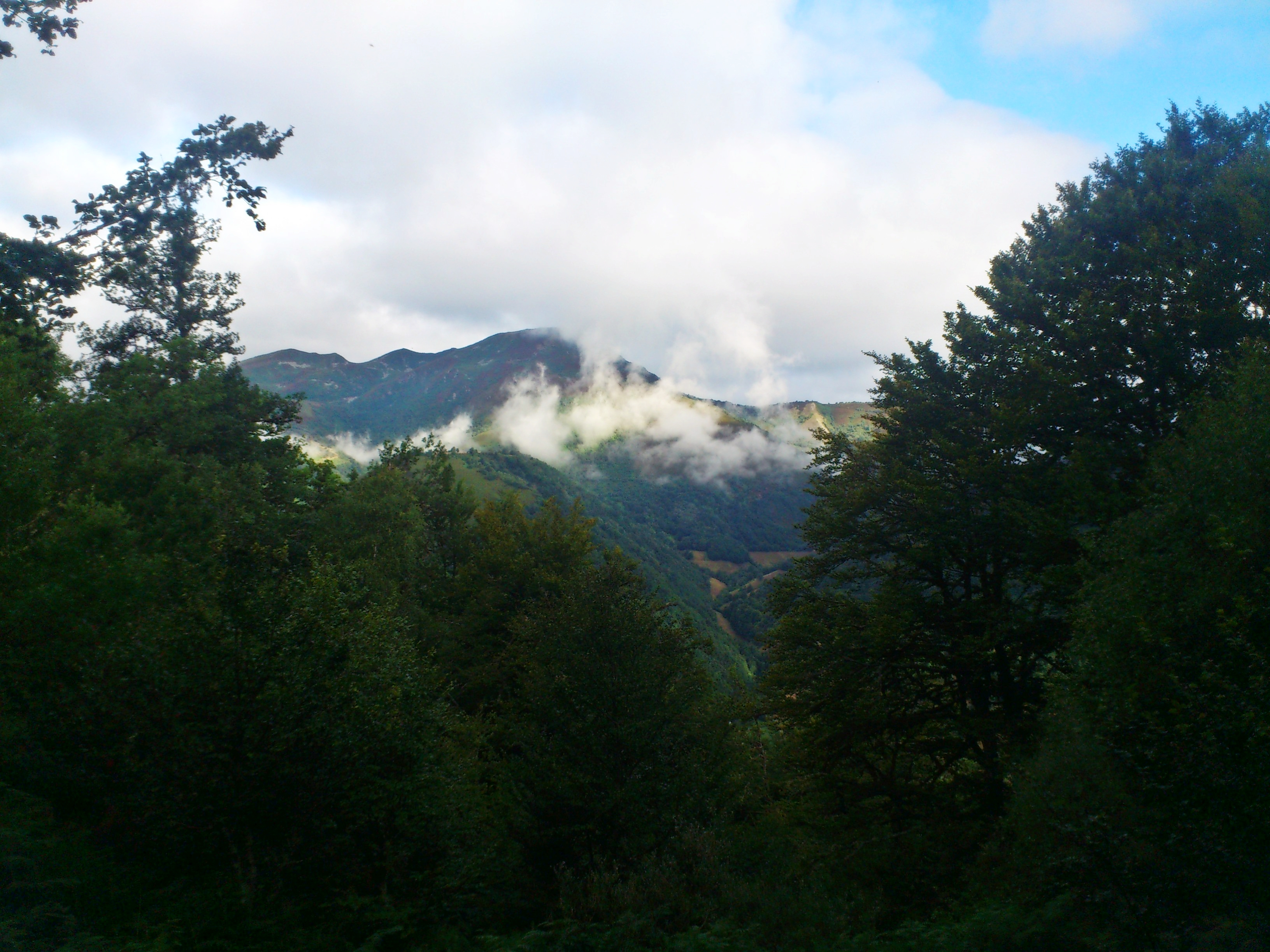
Montañas del Valle de Degaña

- Desde el Norte y Oviedo: N-634 hasta Cornellana donde parte AS-15 (Corredor del Narcea) al Puerto del Rañadoiro enlazando con Degaña.

Salida a León por el Puerto de Cerredo.
- Desde el sur (provincia de León): Por Villablino, AS-213 a través del Puerto de Leitariegos o por la AS-15 a través del Puerto del Rañadoiro.

- Cangas del Narcea - Ibias:

- AS-15 hasta La Regla de Perandones, AS-29 a través del Puerto del Pozo de las Mujeres Muertas.
- AS-15 hasta Ventanueva, AS-211 a través del Puerto del Connio.
- Ibias - Degaña: AS-212 a través del Puerto de la Campa Tormaleo.

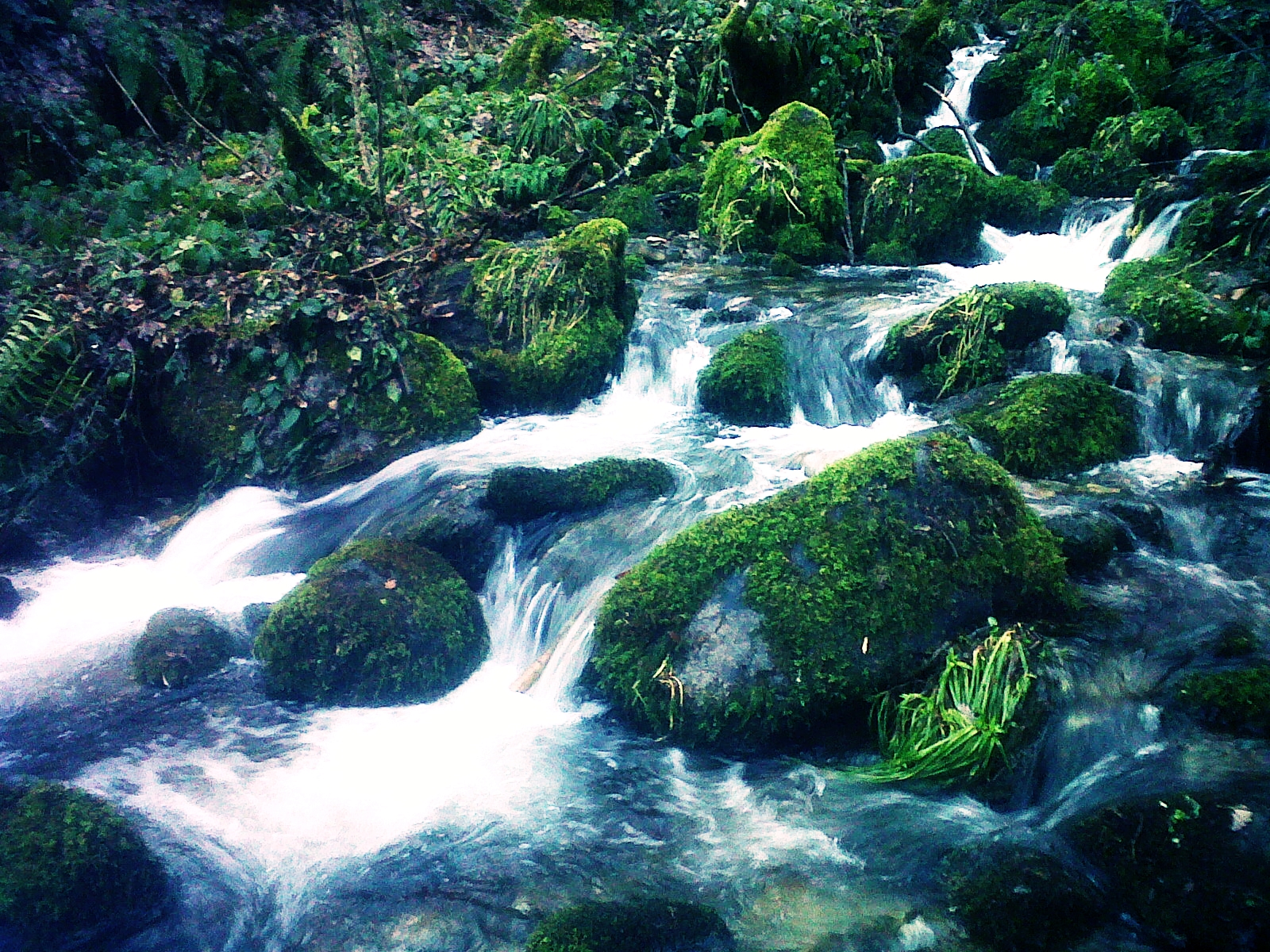
Riachuelo en una ruta entre Cerredo y Degaña

## Geografía
Dentro del parque el pico más importante es El Cueto de Arbas que da nombre a la reserva, con 2006 metros de altitud. En su entorno se pueden encontrar hayas y robles albares que están bien representados en sus laderas junto con la vegetación subalpina. Destaca también su extensa red hidrográfica que cuenta con numerosas lagunas y turberas como las de Arbas, Chauchina, Fuentes del Narcea, Reconco, Chagueños o Changreiro entre otros que acogen una rica vida animal y vegetal que por su tamaño muchas veces pasa desapercibida. El parque natural cuenta a su vez con un gran número de valles entre el que destaca el Valle de Degaña.

## Flora
En el parque natural de las fuentes de Narcea, Degaña e Ibias podemos encontrar una flora bastante representativa.  
En el parque existe uno de los robledales más extensos de Europa, denominado bosque de Munieḷḷos que se encuentra en el valle del mismo nombre. Se puede encontrar extensión de hayas . El hayedo más importante que se encuentra dentro del parque es el de Valle De Hermo con una extensión de 10 km. También podemos encontrar abedules, castaño, álamos, y muchos de los árboles comunes del bosque atlántico.

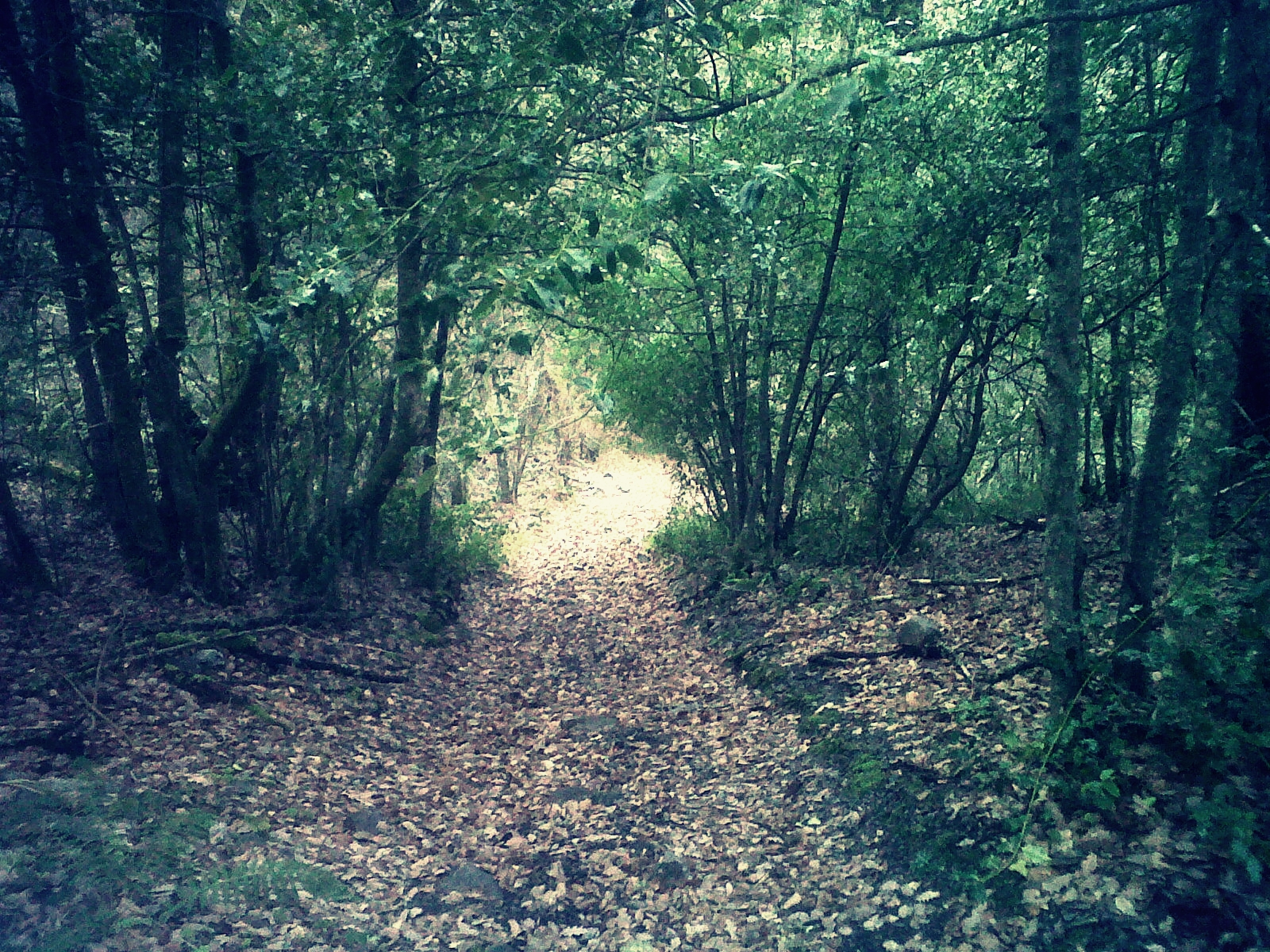
Bosque de Cerredo.

También podemos encontrar en determinadas zonas el nenúfar amarillo pequeño que se encuentra en las turberas de Reconco, el único lugar de la península donde crece o el ranúnculo de Muniellos, especie endémica que nace en los pedregales.

## Fauna
En el parque natural de las Fuentes del Narcea y del Ibias encontramos la fauna más representativa de Asturias, figurando:

### Mamíferos
El Oso cantábrico que antaño presentaba una población de alrededor de 100 ejemplares, hoy sobrepasan los 300, siendo en este parque natural donde presenta una mayor densidad y número de ejemplares de la península ibérica. Además también están presentes el lobo, el corzo, el jabalí o el rebeco . Entre los de menor tamaño podemos destacar el zorro, la jineta, la marta, el gato montés, la liebre y el tejón.

### Aves
De gran importancia, una amplia zona está declara zona de especial protección para las aves (ZEPA de Degaña-Hermo y ZEPA del Bosque de Muniellos). Figura el urogallo o el pico mediano, el azor o el gavilán.

## Rutas

### A pie
- PR.AS - 8 - Ruta de las llagunes "tixileiras".
- PR.AS - 9 - Ruta de la Braña de Llanelu.
- PR.AS - 7 - Ruta de la Hucha.
- PR.AS-132 - Ruta Bosque de Moal.
- PR.AS-168 - Pomar de las Montañas.
- PR.AS-23 - Ruta del Pico Miravalles.
- PR.AS-24 - Ruta de Faena.
- PR.AS-26 - Ruta das pallozas de Santiso.
- PR.AS-28 - Ruta del Chao da Serra.
- PR.AS-29 - Ruta del Túmbalu de Seroiro.
- Ruta Bosque de Muniel.los.
- Ruta Cueto d'Arbas.
- Ruta Cueva da Osa - Ruta del Desfiladero de Bustelín.
- Ruta de las Brañas.
- Ruta de las Llagunas de L.langreiru.
- Ruta del Cabril.
- Ruta Llagunas de Fasgueo.
- Ruta Llagunas de Tablao.
- Senda Moura.
- SL.AS-19 - Ruta del Puertu de Lleitariegos.
- Ruta al Pico El Alcornon de Busmori
- Ruta al Pico El Picón
- Ruta al Pico El Miro
- Ruta al Pico del Oso
- Ruta por el Camín Real ( Cerredo- Degaña)
- Ruta al Pico Tachetas y Pena Mayor
- Ruta ascensión al pico El Cueto de Arbás
- Existe un servicio guiado de rutas de flora y fauna con NATUR -Naturaleza y Turismo-

### En coche
- Ruta de los Cunqueiros.
- Ruta de los Puertus.
- Ruta de Sierra.
- Ruta del Xardón.
- Ruta del Oro.

### Otras actividades de turismo activo.
- Rutas guiadas[3] por el entorno de Muniellos, de montaña o culturales.
- Visita y aprende de expertos artesanos de la madera.
- Observación de oso pardo y lobo ibérico con NATUR.
- Jornadas y cursillos de formación medioambiental.

## Monumentos y lugares de interés
- Aldega de Cecos
- Bodeguas del Narcea
- Casco histórico de Cangas del Narcea
- Centro de interpretación de Muniellos
- Colección Museográfica del Tixileiru
- Monasterio de Corias
- Antiguo pueblo y minas de oro romanas de El Corralín
- Museo Etnográfico del Vino - Llagar de Santiso
- Palloza de San Antolín
- Pueblo de Besullu
- Pueblo de Riodeporcos
- Iglesia de Santa María (Cerredo)
- Vega de Hórreo, donde hay un Albergue rural y bonitos hórreos.

## Artesanía
- El Rincón Cunqueiru- Trabau ( Degaña)

## Centro de interpretación
El centro de interpretación está situado en las antiguas cuadras del monasterio de San Juan Bautista de Corias a la entrada de la localidád de Cangas del Narcea. La exposición tendrá 1191,87 m². El centro contará con dos plantas en las que habrá recepción, información, zona de charlas y proyecciones, sala del molino, zonas de exposición, despachos, alministración, almacenes y las oficinas administrativas del parque.
También existen el aula de la naturaleza de San Antolín de Ibias, el Centro de información e interpretación de Cerredo (Degaña).
- Aula de la Naturaleza del parque natural de las Fuentes del Narcea, Degaña e Ibias
- Casa del parque natural de las fuentes del Narcea, Degaña e Ibias
- Centro de Recepción de Visitantes Alejandro Casona.
- Centro Expositivo Senda del Oro
- Centro Expositivo Senda del Oro
- Centro de Interpretación del Oro de las Montañas
- Centro de Interpretación de la Palloza de San Antolín
- Centro de Interpretación de Muniellos